# Johann Friedrich Eduard Wohlien
Johann Friedrich Eduard Wohlien (né en 1843 à Altona, où il est mort en 1871) est un facteur d'orgue allemand, issu de la famille renommée de facteurs d'orgue Wohlien, qui a dirigé pendant quatre générations sa propre fabrique à Altona, un village devenu depuis un quartier de Hambourg. 

## Éléments biographiques
Son grand-père est Johann Heinrich Wohlien, son père Johann Conrad Rudolph Wohlien. Après la mort de son père en 1866, Eduard reprend l'entreprise familiale. La même année, son fils Wilhelm Georg Emil Wohlien naît le 16 octobre. Parmi les rares œuvres documentées mais non conservées, on peut citer un orgue neuf de 1869 pour l'église de Pâques d'Hambourg-Eilbek (de) avec Johann Carl Eduard Erdland, un associé de son grand-père, d'après un projet de Heinrich Schmahl. Lorsque son père décède en travaillant à l'église église de la Sainte-Trinité d'Altona (de), Johann Carl Eduard Erdland et son frère ainsi que son fils Johann Friedrich Wohlien achèvent les travaux. 
L'entreprise a fermé ses portes à la mort de Johann Friedrich en 1871. Son fils Wilhelm Georg Emil, né en 1866, ne semble pas avoir exercé comme facteur d'orgue. Son acte de décès mentionne la profession de chef de chantier.